# Pfarrkirche Niedernsill

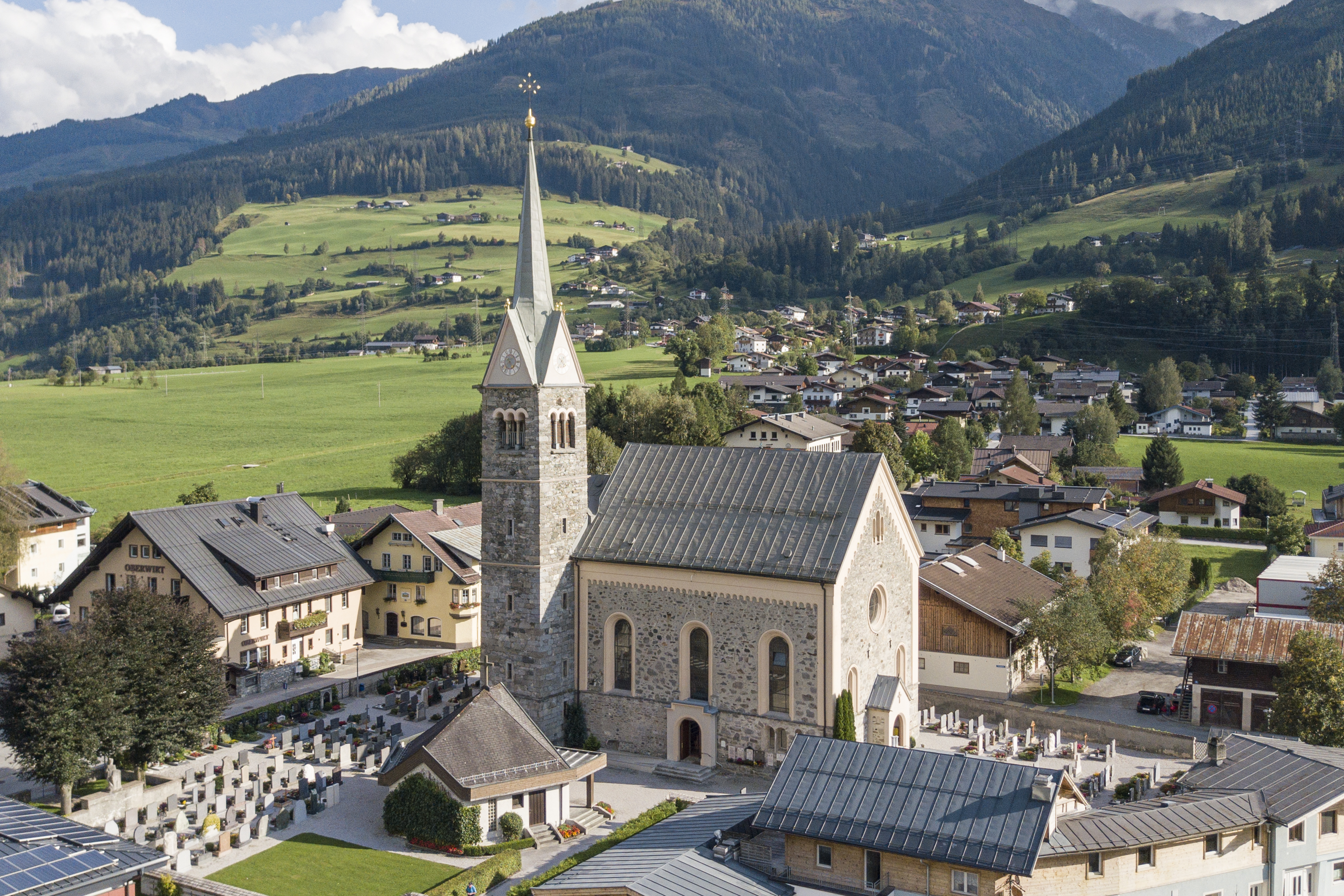
Katholische Pfarrkirche hl. Luzia in Niedernsill

Die römisch-katholische Pfarrkirche Niedernsill steht in der Dorfmitte der Gemeinde Niedernsill im Bezirk Zell am See im Land Salzburg. Die dem Patrozinium des Heiligen Luzia unterstellte Pfarrkirche gehört zum Dekanat Stuhlfelden in der Erzdiözese Salzburg. Die Kirche und der Friedhof stehen unter Denkmalschutz (Listeneintrag).

## Geschichte
Urkundlich wurde 1409 eine Kirche genannt. 1857 wurde die eigene Pfarre gegründet.
Der neuromanische Kirchenbau wurde 1865/1866 errichtet. Nach einem Brand 1877 erfolgte bis 1882 der Wiederaufbau. Der neue Turm wurde 1886 erbaut.

## Architektur
Das schlichte einschiffige Langhaus mit einer eingezogenen polygonalen Apsis zeigt Fassaden aus Bruchsteinmauerwerk. Der Nordturm hat Triforenfenster und trägt einen Spitzgiebelhelm.
Im Westen des Langhauses gibt es eine zweigeschoßige Empore.

## Einrichtung
Das Hochaltarbild Abendmahl entstand im Anfang des 18. Jahrhunderts. Die barocken Konsolfiguren im Chor zeigen die Heiligen Franziskus, Papst Gregor der Große, Florian, Antonius von Padua. Die Konsolfiguren im Langhaus zeigen die Heiligen Luzia und Erzengel Michael aus der Mitte des 18. Jahrhunderts. Die Kreuzwegstationen mit Reliefs aus dem 19. Jahrhundert wurden aus der Pfarrkirche Wörgl hierher übertragen. Auf der unteren Empore befinden sich Konsolfiguren der Vier Evangelisten aus dem ersten Viertel des 19. Jahrhunderts.
Die Orgel baute Matthäus Mauracher der Ältere 1882.

## Friedhof

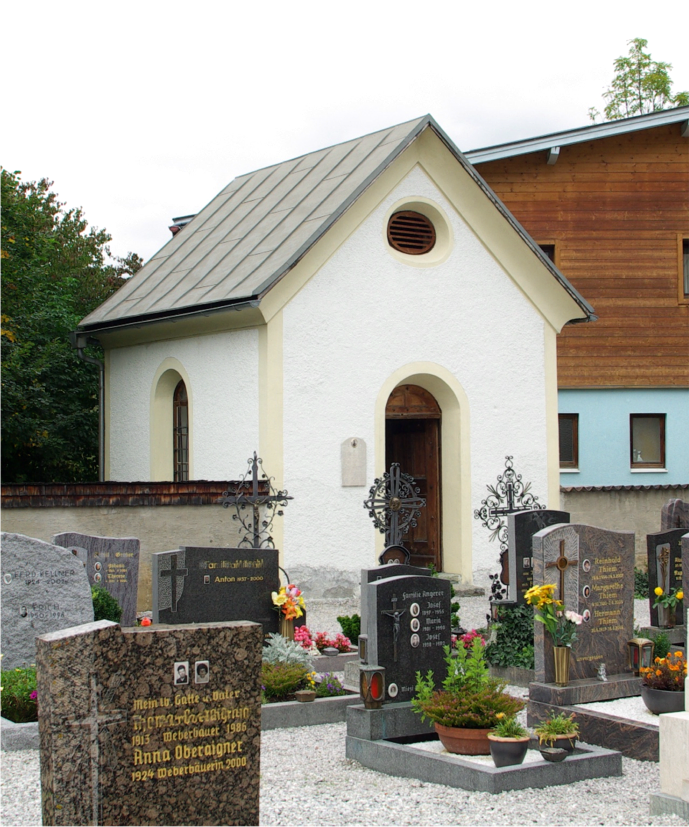
Seelenkapelle

Der Friedhof umgibt die Kirche. Die Seelenkapelle steht außerhalb des Friedhofes, aber mit der Giebelfront bündig in der Friedhofsmauer.